# Château de Drumlanrig

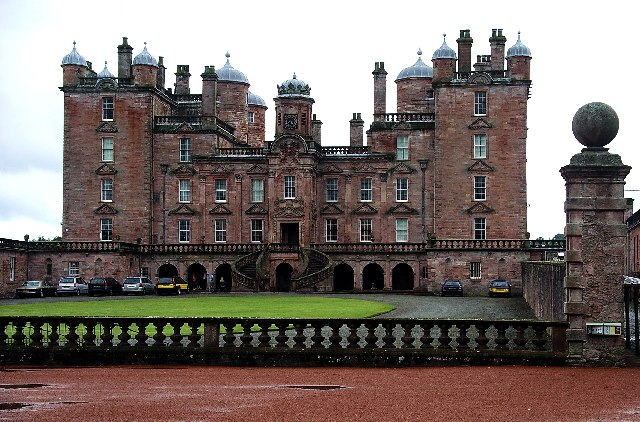
Le château de Drumlanrig en 2005

Le château de Drumlanrig est un château écossais situé dans le district de Dumfries and Galloway et classé dans la liste des monuments historiques du Royaume-Uni. Il est la propriété du duc de Buccleuch.
Le bâtiment, construit entre 1679 et 1689 en grès rose, est typique de l'architecture Renaissance de la fin du XVIIe siècle. Il a été édifié à l'emplacement d'une ancienne forteresse appartenant aux Douglas et surplombant Nith Valley. 
Le château actuel dispose de 120 pièces, 17 tourelles et quatre tours. Il abrite une des deux versions originales du tableau La Madone aux fuseaux peint par Léonard de Vinci et son atelier, volé en 2003, mais retrouvé et restitué en 2007.

## Source de la traduction
- (en) Cet article est partiellement ou en totalité issu de l’article de Wikipédia en anglais intitulé « Drumlanrig Castle » (voir la liste des auteurs).